# Bolteria atricornis
Bolteria atricornis är en insektsart som beskrevs av Kelton 1972. Bolteria atricornis ingår i släktet Bolteria och familjen ängsskinnbaggar. Inga underarter finns listade i Catalogue of Life.